# باول هودج
باول هودج (بالإنجليزية: Paul Hodge)‏ هو لاعب الجسر ‏ أمريكي، ولد في 24 مارس 1910 في Meers, Oklahoma ‏ في الولايات المتحدة، وتوفي في 26 ديسمبر 1976 في هيوستن في الولايات المتحدة.